# Marius Gliga
Marius Gliga (* 4. September 1966) ist ein ehemaliger rumänischer Eishockeyspieler sowie derzeitiger -trainer und -funktionär. Er spielte in seiner gesamten Karriere für Steaua Bukarest und war mehrere Jahre als Development Coach im Nachwuchsbereich des Ungarischen Eishockeyverbandes tätig. Seit 2023 ist er Präsident des CSM Corona Brașov. Sein Sohn Roberto ist ebenfalls rumänischer Eishockeynationalspieler.

## Karriere

### Club
Marius Gliga verbrachte seine gesamte Spielerkarriere bei Steaua Bukarest, für das er von 1985 bis 2000 in der Rumänischen Eishockeyliga spielte. Mit Ausnahme der Jahre 1997 und 2000 wurde er dabei in jeder Spielzeit Rumänischer Meister und mit Ausnahme von 1988 und 1997 auch Pokalsieger. 1992 und 1993 wurde er in das All-Star-Team der Liga und 1992 auch zu deren bestem Stürmer gewählt. 1992, 1994, 1995 und 1997 war er Topscorer und 1994 auch bester Vorlagengeber der rumänischen Eishockeyliga.

### International
Gliga nahm mit der rumänischen Nationalmannschaft erstmals an der C-Weltmeisterschaft 1986 teil. Auch 1987, 1991, 1996, 1996, 1997, 1998, 1999 und 2000 spielte er in der C-Gruppe. Nach einem zwischenzeitlichen Abstieg spielte er 1989 in der D-Gruppe, wo er Topscorer des Turniers wurde. Nach dem Aufstieg 1991 spielte er 1992, 1993, 1994 und 1995 in der B-Gruppe, wobei er 1993 und 1995 jeweils zum besten Spieler seiner Mannschaft gewählt wurde.

### Trainer
Nach dem Ende seiner aktiven Spielerkarriere wurde Gliga für den rumänischen Eishockeyverband tätig. Neben Tätigkeiten als Assistenztrainer und Teammanager war er bei der Weltmeisterschaft 2002 als Cheftrainer der rumänischen Nationalmannschaft in der Division I im Einsatz. 2013 verließ er den rumänischen Verband und war eine Spielzeit als Assistenztrainer im Nachwuchsbereich der Lower Austria Stars in Österreich tätig. Von 2015 bis 2017 betreute er die katarische Eishockeynationalmannschaft. Anschließend trat er in die Dienste des Ungarischen Eishockeyverbandes, wo er als Development Coach im Nachwuchsbereich arbeitete.
Seit 2023 ist er Präsident des CSM Corona Brașov.

## Erfolge und Auszeichnungen
- 1986, 1987, 1988, 1989, 1990, 1991, 1992, 1993, 1994, 1995, 1996, 1998 und 1999: Rumänischer Meister mit Steaua Bukarest
- 1986, 1987, 1989, 1990 (Frühjahr), 1990 (Herbst), 1991, 1992, 1993, 1994, 1995, 1996, 1998 (Frühjahr), 1998 (Herbst), 1999 und 2000: Rumänischer Pokalsieger mit Steaua Bukarest
- 1992 und 1993: All-Star-Team der Rumänischen Eishockeyliga
- 1992: Bester Stürmer der Rumänischen Eishockeyliga
- 1992, 1994, 1995 und 1997: Topscorer der Rumänischen Eishockeyliga
- 1994: Bester Vorlagengeber der Rumänischen Eishockeyliga

### International
- 1987 Aufstieg in die B-Gruppe bei der C-Weltmeisterschaft
- 1989 Aufstieg in die C-Gruppe bei der D-Weltmeisterschaft
- 1989 Topscorer der D-Weltmeisterschaft
- 1991 Aufstieg in die B-Gruppe bei der C-Weltmeisterschaft